# Европско првенство у атлетици на отвореном 1990 — бацање кладива за мушкарце
Бацање кладива у мушкој конкуренцији на Европском првенству у атлетици 1990. у Сплиту, одржано је 30. и 31. августа на стадиону Пољуд.
Титулу освојену 1986. у Штутгарту, није бранио Јуриј Седих из Совјетског Савеза.

## Земље учеснице
Учествовало је 20 такмичара из 11 земаља.
1. Аустрија (1)
2. Бугарска (3)
3. Западна Немачка (3)
4. Источна Немачка (1)
5. Италија (2)
6. Мађарска (2)
7. Совјетски Савез (2)
8. Уједињено Краљевство (1)
9. Финска (2)
10. Француска (2)
11. Шведска (1)

## Рекорди
| Рекорди пре почетка Европског првенства 1990. | Рекорди пре почетка Европског првенства 1990. | Рекорди пре почетка Европског првенства 1990. | Рекорди пре почетка Европског првенства 1990. | Рекорди пре почетка Европског првенства 1990. |                      |
| --------------------------------------------- | --------------------------------------------- | --------------------------------------------- | --------------------------------------------- | --------------------------------------------- | -------------------- |
| Светски рекорд                                | Јуриј Седих                                   | Совјетски Савез                               | 86,74                                         | Штутгарт, Западна Немачка                     | \| 30. август 1986.. |
| Европски рекорд                               | Јуриј Седих                                   | Совјетски Савез                               | 86,74                                         | Штутгарт, Западна Немачка                     | \| 30. август 1986.. |
| Рекорди Европских првенстава                  | Јуриј Седих                                   | Совјетски Савез                               | 86,74                                         | Штутгарт, Западна Немачка                     | \| 30. август 1986.. |
| Најбољи резултат сезоне у свету               | Игор Никулин                                  | Совјетски Савез                               | 84,48                                         | Лозана, Швајцарска                            | 12. јул 1990.        |
| Најбољи резултат сезоне у Европи              | Игор Никулин                                  | Совјетски Савез                               | 84,48                                         | Лозана, Швајцарска                            | 12. јул 1990.        |

## Најбољи резултати у 1990. години
Најбољи атлетичари у бацању копља пре почетка европског првенства (26. августа 1990) заузимало је следећи пласман на европској и светској ранг листи (СРЛ).
| 1.  | Игор Никулин       | Совјетски Савез | 84,48 | 12. јул    | 1. СРЛ  |
| 2.  | Игор Астапкович    | Совјетски Савез | 84,12 | 26. јул    | 2. СРЛ  |
| 3.  | Андреј Абдувалијев | Совјетски Савез | 83,46 | 26. мај    | 3. СРЛ  |
| 4.  | Јуриј Седих        | Совјетски Савез | 82,80 | 12. август | 4.СРЛ   |
| 5.  | Сергел Литвинов    | Совјетски Савез | 81,74 | 12. јул    | 5.СРЛ   |
| 6.  | Пламен Минев       | Бугарска        | 81,72 | 18. август | 6.СРЛ   |
| 7.  | Хајнц Вајс         | Западна Немачка | 81,36 | 16. јун    | 7. СРЛ  |
| 8.  | Василиј Сидоренко  | Совјетски Савез | 80,98 | 26. мај    | 8. СРЛ  |
| 9.  | Ярослав Чмырь      | Совјетски Савез | 80,90 | 2. јун     | 9. СРЛ  |
| 10. | Виктор Апостолов   | Бугарска        | 80,62 | 28. јул    | 10. СРЛ |

Такмичари чија су имена подебљана учествовали су на ЕП.

## Победници
|                                 |                      |                              |
| Игор Астапкович Совјетски Савез | Тибор Гечек Мађарска | Игор Никулин Совјетски Савез |

## Резултати

### Квалификације
У квалификацијама такмичари су подељени у две групе.
| Пласман | Група | Такмичар         | Земља                | Резултат | Белешка |
| ------- | ----- | ---------------- | -------------------- | -------- | ------- |
| 1.      | А     | Игор Никулин     | Совјетски Савез      | 79,06    |         |
| 2.      | Б     | Пламен Минев     | Бугарска             | 77,80    |         |
| 3.      | Б     | Игор Астапкович  | Совјетски Савез      | 77,60    |         |
| 4.      | А     | Енрико Сгрулети  | Италија              | 76,68    |         |
| 5.      | Б     | Günther Rodehau  | Источна Немачка      | 75,36    |         |
| 6.      | Б     | Тибор Гечек      | Мађарска             | 74,68    |         |
| 7.      | А     | Иван Танев       | Бугарска             | 74,48    |         |
| 8.      | Б     | Јуха Тиајнен     | Финска               | 74,30    |         |
| 9.      | Б     | Пол Хед          | Уједињено Краљевство | 74,02    |         |
| 10.     | А     | Јохан Линдер     | Аустрија             | 74,00    |         |
| 11.     | А     | Хајнц Вајс       | Западна Немачка      | 73,44    |         |
| 12.     | Б     | Клаус Детлоф     | Западна Немачка      | 73,12    |         |
| 13.     | А     | Торе Густафсон   | Финска               | 72,86    |         |
| 14.     | А     | Рафаел Пиоланти  | Француска            | 72,50    |         |
| 15.     | А     | Јожеф Вида       | Мађарска             | 72,46    |         |
| 16.     | А     | Норберт Радефелд | Западна Немачка      | 72,42    |         |
| 17.     | А     | Еса Јантунен     | Финска               | 71,60    |         |
| 18.     | Б     | Фредерик Кин     | Француска            | 71,30    |         |
| 19.     | А     | Виктор Апостолов | Бугарска             | 68,92    |         |
| 20.     | Б     | Ђулијано Занело  | Италија              | 68,64    |         |

### Финале
| Пласман | Такмичар        | Земља                | Резултат | Белешка |
| ------- | --------------- | -------------------- | -------- | ------- |
|         | Игор Астапкович | Совјетски Савез      | 84,14    |         |
|         | Тибор Гечек     | Мађарска             | 80,14    |         |
|         | Игор Никулин    | Совјетски Савез      | 80,02    |         |
| 4       | Günther Rodehau | Источна Немачка      | 77,90    |         |
| 5       | Пламен Минев    | Бугарска             | 77,12    |         |
| 6       | Иван Танев      | Бугарска             | 76,28    |         |
| 7       | Енрико Сгрулети | Италија              | 75,82    |         |
| 8       | Хајнц Вајс      | Западна Немачка      | 75,48    |         |
| 9       | Јуха Тиајнен    | Финска               | 73,70    |         |
| 10      | Јохан Линдер    | Аустрија             | 73,68    |         |
| 11      | Пол Хед         | Уједињено Краљевство | 72,68    |         |
| 12      | Клаус Детлоф    | Западна Немачка      | 72,36    |         |